# Tom Cotton

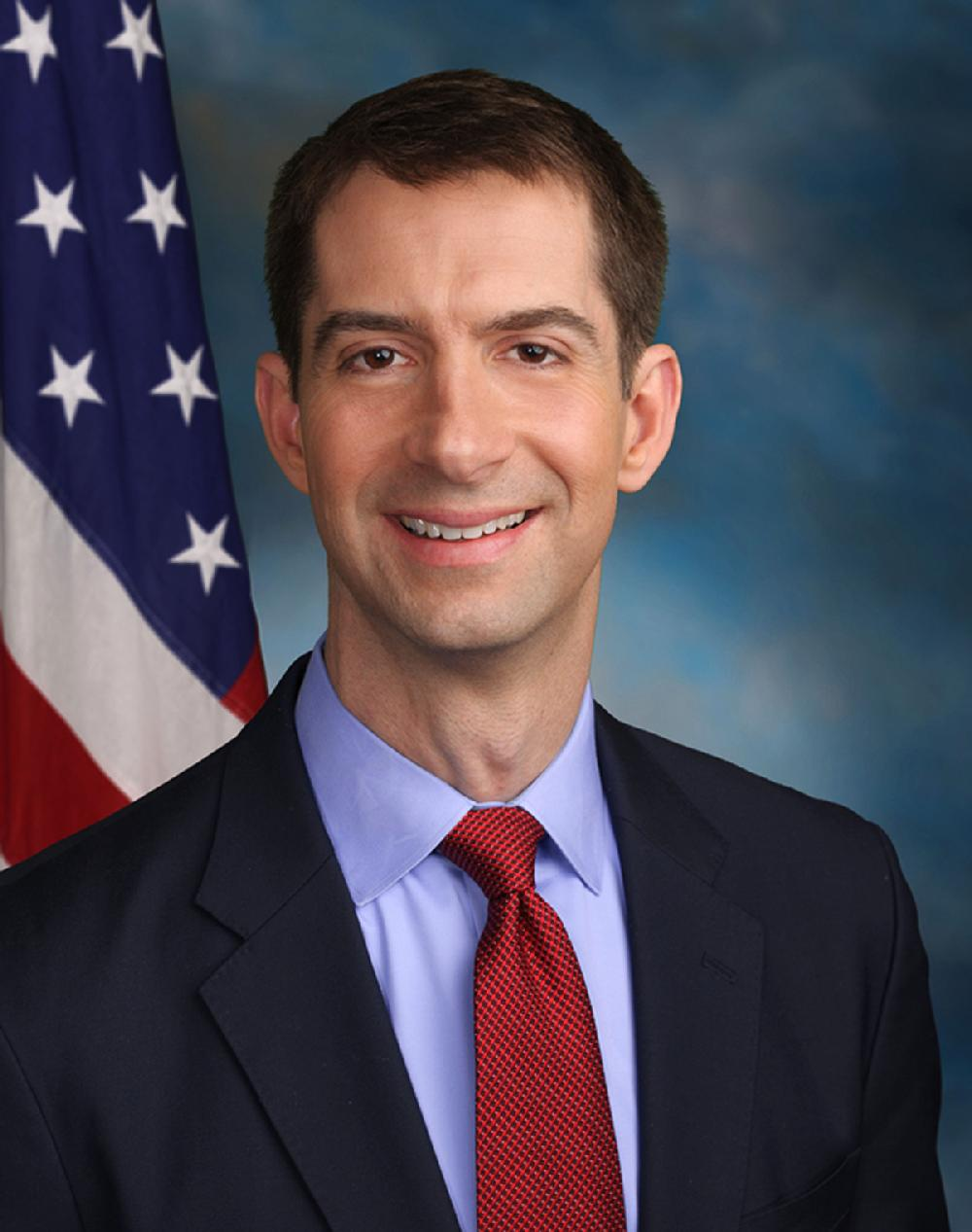
Tom Cotton (2015)

Thomas Bryant „Tom“ Cotton (* 13. Mai 1977 in Dardanelle, Yell County, Arkansas) ist ein US-amerikanischer Politiker der Republikanischen Partei. Seit 2015 vertritt er den Bundesstaat Arkansas im US-Senat. Zuvor war er seit 2013 Abgeordneter im Repräsentantenhaus der Vereinigten Staaten.

## Werdegang
Tom Cotton studierte bis 1998 an der Harvard University und dann in den Jahren 1998 und 1999 an der Claremont Graduate University in Kalifornien. Nach einem anschließenden Jurastudium in Harvard und seiner 2002 erfolgten Zulassung als Rechtsanwalt begann er in diesem Beruf zu arbeiten. In den Jahren 2002 und 2003 war er Rechtsreferendar am Bundesberufungsgericht für den fünften Gerichtskreis. Zwischen Januar 2005 und Mai 2013 diente er in der US Army. Dabei war er unter anderem im Irak eingesetzt. Er wurde mehrfach ausgezeichnet und im Rang eines Captain ehrenhaft entlassen. Im Wahlkampf 2012 bezeichnete er sich richtigerweise auch als „Army Ranger“. Er absolvierte die Ranger School, ist Träger des Ranger Tab und dadurch berechtigt sich als Army Ranger zu bezeichnen. Er war aber nie Angehöriger des 75th Ranger Regiment.
Neben seiner Tätigkeit als Rechtsanwalt ist er auch Geschäftsberater und Farmer.
Bei der Kongresswahl am 6. November 2012 wurde Cotton im vierten Wahlbezirk von Arkansas mit 59:37 Prozent der Stimmen gegen Staatssenator Gene Jeffress in das US-Repräsentantenhaus in Washington, D.C. gewählt, wo er am 3. Januar 2013 die Nachfolge des nicht mehr kandidierenden Demokraten Mike Ross antrat. Damit wurden erstmals seit der Reconstruction alle vier Sitze des Staates von den Republikanern gehalten.
2014 bewarb sich Cotton um einen Sitz im US-Senat. Bei der Wahl am 4. November 2014 siegte er gegen den Amtsinhaber Mark Pryor, den er am 3. Januar 2015 ablöste. 2020 erfolgte die Wiederwahl. Die Amtszeit dauert sechs Jahre; sie läuft also bis zum 3. Januar 2027.

## Politische Positionen
Im März 2015 sorgte Cotton als Initiator eines Briefes an die Führung der Islamischen Republik Iran für Aufsehen. Dieser Brief wurde von 47 republikanischen Senatoren unterzeichnet und betonte die Rolle des Senats in einer möglichen vertraglichen Einigung im Streit um das iranische Atomprogramm. Diese außergewöhnliche Aktion wurde als starke Kritik am Vorgehen der Regierung Obama interpretiert und in den Medien kontrovers diskutiert.
Cotton äußerte 2016, dass er Waterboarding nicht für Folter halte. Er hat 2017 den Foreign Intelligence Surveillance Act und umfassende Überwachung zur Terrorabwehr unterstützt.
Bei der Befragung von Jeff Sessions im Juni 2017 versuchte Cotton, den Vorwurf der russischen Einflussnahme ins Lächerliche zu ziehen.
Im Februar 2020 äußerte er wiederholt den Verschwörungsmythos, die COVID-19-Pandemie sei von einem staatlichen chinesischen Labor bei der Herstellung von Biowaffen ausgelöst worden.
Anlässlich von Ausschreitungen als Reaktion auf den Todesfall George Floyd sprach er sich am 1. Juni 2020 für den Einsatz der 101st Airborne Division gegen „Antifa-Terroristen“ aus. Sein Gastbeitrag in der New York Times hatte die Überschrift Send In The Troops.
Im Juli 2020 nannte er die Sklaverei in den Vereinigten Staaten „das notwendige Übel, auf dem die Union aufgebaut wurde“.
Im August 2020 sandte Cotton gemeinsam mit den Senatoren Ted Cruz und Ron Johnson an die Geschäftsführer der Mukran Port Fährhafen Sassnitz GmbH einen Brief, in denen ihnen massive Sanktionen aufgrund des Projekts Nord Stream 2 angedroht wurden.
Am 18. November 2020 sandte Cotton gemeinsam mit den Senatoren Ted Cruz, Kelly Loeffler sowie Marco Rubio einen Brief an den amtierenden US-Präsidenten Donald Trump mit der Bitte, in der Westbank hergestellte Waren als „Made in Israel“ zu kennzeichnen.
Gemeinsam mit Ted Cruz setzte sich Cotton dafür ein, dass die Vereinigten Staaten aus dem Vertrag über den Offenen Himmel austreten. Am 22. November 2020 traten die USA dann aus dem Vertrag aus.
Tom Cotton war maßgeblich am Bann der Social-Media-App TikTok beteiligt. Eine Petition auf change.org, die seinen Rücktritt als Senator für Arkansas fordert, erreichte innerhalb eines Tages fast 100'000 Unterschriften.

## Schriften
- Sacred Duty: A Soldier's Tour at Arlington National Cemeter. William Morrow, 2019, ISBN 978-0-06-286315-7.
- Only the Strong: Reversing the Left's Plot to Sabotage American Power. Twelve, 2022, ISBN 978-1-5387-2679-2.